# Supernova 2024
La nona edizione di Supernova si è svolta dal 3 al 10 febbraio 2024 e ha selezionato il rappresentante della Lettonia all'Eurovision Song Contest 2024 a Malmö.
Il vincitore è stato Dons con Hollow.

## Organizzazione
L'emittente pubblica Latvijas Televīzija (LTV) ha confermato la presenza della Lettonia all'Eurovision Song Contest 2023 l'11 settembre 2023, annunciando inoltre l'organizzazione della nona edizione di Supernova, utilizzato dal 2015 come processo di selezione del rappresentante nazionale. A partire dal successivo 12 settembre è stata data la possibilità agli artisti interessati di inviare i propri inediti fino al 30 novembre, a patto che fossero cittadini lettoni e che le canzoni fossero composte per almeno i due terzi da autori lettoni.
La competizione si è svolta nel febbraio 2024 ed è consistita in due serate: nella semifinale del 3 febbraio si sono esibiti tutti e 15 i partecipanti, dei quali 10 hanno avuto accesso alla finale del successivo 10 febbraio. Il voto combinato di giuria e televoto ha decretato tutti i risultati.

## Partecipanti
I quindici partecipanti e i relativi inediti sono stati selezionati da una giuria interna fra le 108 proposte ricevute e sono stati resi noti il 9 gennaio 2024. Fra i concorrenti c'è anche Agnese Rakovska che ha precedentemente rappresentato il paese all'Eurovision Song Contest 2017 come parte dei Triana Park.
| Artista           | Titolo                      | Lingua  | Compositori                                                                    |
| ----------------- | --------------------------- | ------- | ------------------------------------------------------------------------------ |
| Agnese Rakovska   | AI                          | Inglese | Agnese Rozniece, Anna Dagrita, Lauren Lucas, Matīss Repsis, Renāts Ragimhanovs |
| Alekss Silvers    | For the Show                | Inglese | Liene Stūrmane                                                                 |
| Avéi              | Mine                        | Inglese | Ieva Kudlāne, Raitis Aukšmuksts                                                |
| B/H               | Amsterdam                   | Inglese | Jānis Līde, Kristaps Grīnbergs, Mārtiņš Balodis, Normans Bārbals               |
| Dons              | Hollow                      | Inglese | Artūrs Šingirejs, Kate Northrop, Liam Geddes                                   |
| Ecto              | Outsider                    | Inglese | Ecto                                                                           |
| Edvards Strazdiņš | Rock 'n' Roll Supernova     | Inglese | Edvards Strazdiņš, Kerija Kalēja                                               |
| Funkinbiz         | Na čystu vodu               | Ucraino | Kirils Ponomarenko                                                             |
| Jar of Kings      | Wildfire                    | Inglese | Artis Apinis, Artūrs Patetko, Deniss Djakons, Jānis Drēģeris, Juris Šenbergs   |
| Katrīna Gupalo    | The Cat's Song              | Inglese | Armands Varslavāns, Edgars Vilcāns, Evija Smagare, Katrīna Gupalo              |
| Papīra Lidmašīnas | Mind Breaker                | Inglese | Juris Ludženieks, Rihards Bērziņš                                              |
| Patrīcija Spale   | Heaven's Raining Down on Me | Inglese | Kate Elpo, Valters Sprūdžs                                                     |
| Saint Levića      | Tick-Tock                   | Inglese | Pjotrs Strokovs, Santa Daņeļeviča                                              |
| Sasha Sil         | Love Is a Language          | Inglese | Liene Stūrmane                                                                 |
| Vēstulēs          | Kur?                        | Lettone | Braiens Martinsons, Marta Krampe                                               |

## Semifinale
La semifinale si è svolta il 3 febbraio 2024 presso gli studi televisivi di LTV. L'ordine di uscita è stato reso noto il 30 gennaio 2024.
Ad accedere alla finale sono stati i primi dieci classificati.
| #  | Artista           | Titolo                      |
| -- | ----------------- | --------------------------- |
| 1  | Agnese Rakovska   | AI                          |
| 2  | Patrīcija Spale   | Heaven's Raining Down on Me |
| 3  | B/H               | Amsterdam                   |
| 4  | Alekss Silvers    | For the Show                |
| 5  | Jar of Kings      | Wildfire                    |
| 6  | Saint Levića      | Tick-Tock                   |
| 7  | Sasha Sil         | Love Is a Language          |
| 8  | Papīra Lidmašīnas | Mind Breaker                |
| 9  | Avéi              | Mine                        |
| 10 | Ecto              | Outsider                    |
| 11 | Dons              | Hollow                      |
| 12 | Katrīna Gupalo    | The Cat's Song              |
| 13 | Funkinbiz         | Na čystu vodu               |
| 14 | Vēstulēs          | Kur?                        |
| 15 | Edvards Strazdiņš | Rock 'n' Roll Supernova     |

## Finale
La finale si è svolta il 10 febbraio 2024 presso gli studi televisivi di LTV. L'ordine di uscita è stato reso noto il 7 febbraio 2023.
Durante la serata si sono esibiti come ospiti Alika, rappresentante dell'Estonia all'Eurovision Song Contest 2023, e il cantante lituano Gabrielius Vagelis.
Dons è stato proclamato vincitore trionfando sia nel televoto che nel voto della giuria.
| #  | Artista           | Titolo                  | Punteggio | Punteggio | Punteggio | Punteggio | Posizione |
| #  | Artista           | Titolo                  | Giuria    | Televoto  | Televoto  | Totale    | Posizione |
| -- | ----------------- | ----------------------- | --------- | --------- | --------- | --------- | --------- |
| 1  | Vēstulēs          | Kur?                    | 10        | 31 477    | 10        | 20        | 2         |
| 2  | Avéi              | Mine                    | 4         | 2 946     | 3         | 7         | 8         |
| 3  | Papīra Lidmašīnas | Mind Breaker            | 1         | 2 018     | 2         | 3         | 10        |
| 4  | Katrīna Gupalo    | The Cat's Song          | 8         | 17 739    | 8         | 16        | 3         |
| 5  | Ecto              | Outsider                | 2         | 4 915     | 5         | 7         | 7         |
| 6  | Dons              | Hollow                  | 12        | 64 845    | 12        | 24        | 1         |
| 7  | Saint Levića      | Tick-Tock               | 6         | 3 487     | 4         | 10        | 5         |
| 8  | Edvards Strazdiņš | Rock 'n' Roll Supernova | 3         | 7 830     | 6         | 9         | 6         |
| 9  | Funkinbiz         | Na čystu vodu           | 5         | 1 143     | 1         | 6         | 9         |
| 10 | Alekss Silvers    | For the Show            | 7         | 8 285     | 7         | 14        | 4         |